# باشگاه کتاب (فیلم)
باشگاه کتاب (انگلیسی: Book Club) یک فیلم در ژانر کمدی و رمانتیک است که در سال ۲۰۱۸ منتشر شد. از بازیگران آن می‌توان به داین کیتن، جین فوندا، کندیس برگن، مری استینبورگن، و اندی گارسیا اشاره کرد.
دنباله این فیلم باشگاه کتاب: فصل بعدی نام دارد.